# 성직칼라

성직칼라 전형인 흰 칼라 복장을 한 감리교회 선교사 스크랜턴(1880년대)

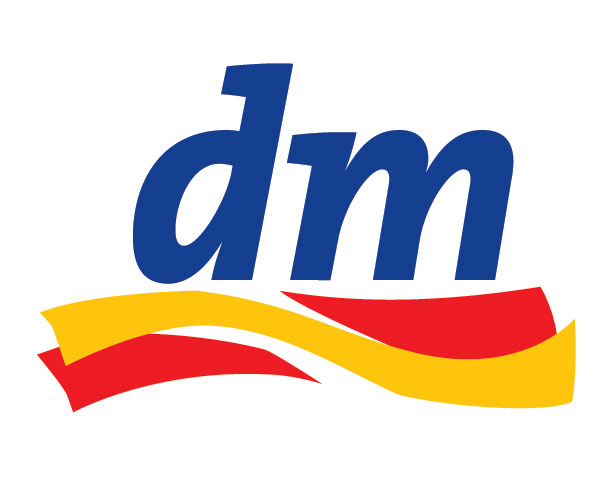
성직칼라를 고안한 개신교 스코틀랜드국교회 성직자, 맥러드 목사 (1900년대 남성정장 착용)

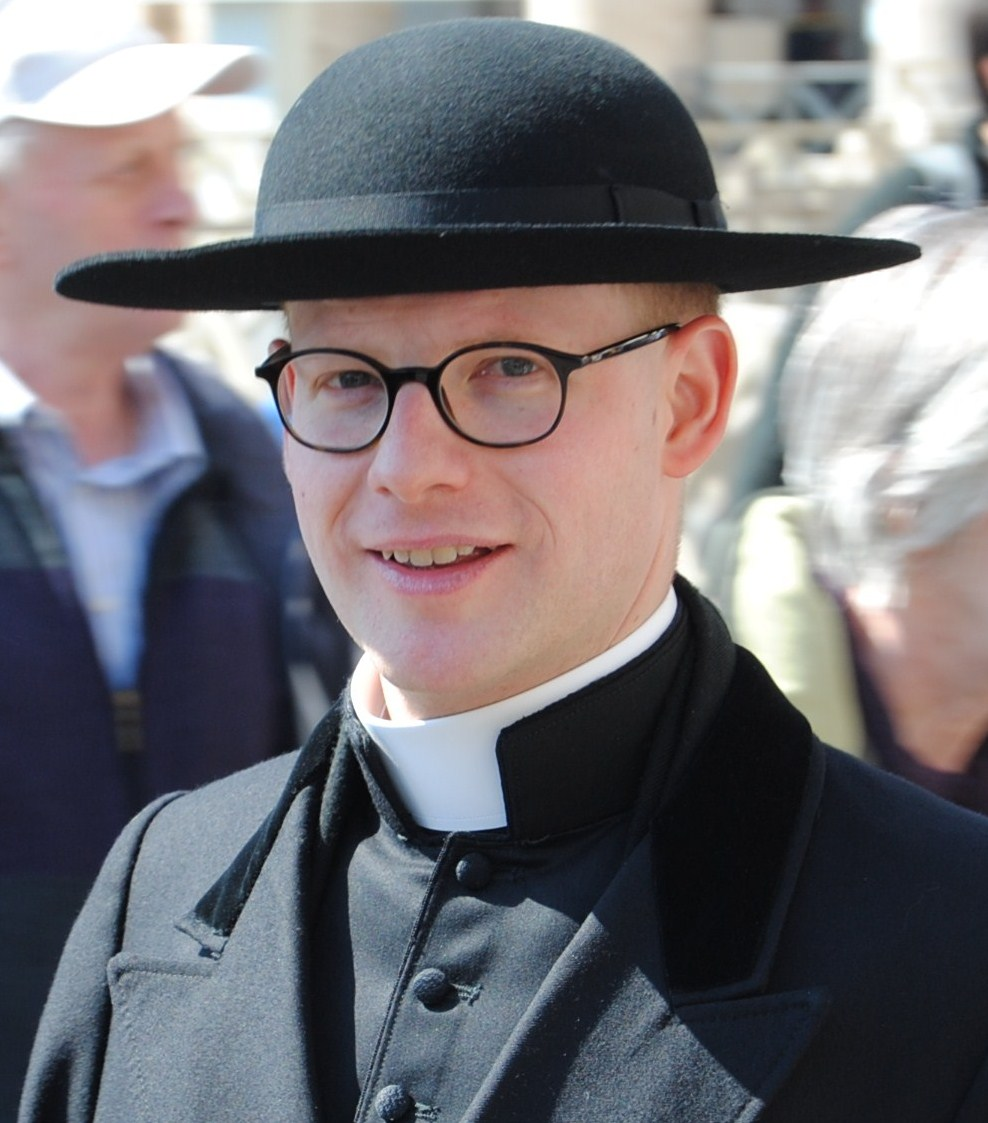
수단 로만칼라 복장에 성직칼라를 한 천주교회 성직자

성직칼라(영어: clerical collar 클레리컬 칼라[*])는 근대에 형성된 기독교 성직자의 평상복장으로, 개신교회 성직자인 목사의 복장에서 유래한 목을 두르는 옷깃(칼라)인 목 장식의 한 종류이다. 로만 칼라 또는 클러지 칼라, 목회자 칼라라고도 부르는 옷깃이 여기에 해당한다.
이 원형은 흰 목띠 형태로 깃이 없는 셔츠에 부착하는 개신교회 성직자인 목사의 복장으로, 이후 로마 가톨릭교회에서도 수단등과 함께 셔츠 형태를 수용하여 공식적으로 착용하기 시작했다. 북미와 서유럽의 정교회에서도 점차 성직칼라를 착용하고 있다.

## 유래
성직칼라는 개신교회 성직자인 목사가 기존의 세운 흰 옷깃 셔츠 복장을 흰색 목띠 형식으로 만든 것에서 유래한다. 이는 18세기 경부터 명예와 지위를 상징하는 넥타이와 같은 장식을 거부하고 셔츠에 흰 깃(칼라)만을 부착해 입기 시작했던 개신교회 성직자, 목사들의 예배 및 평상 복장을 바탕으로 개신교인 스코틀랜드 국교회(장로교) 글래스고우 지역 교회의 성직자, 도널드 맥러드(Donald McLeod) 목사가 셔츠에 착용이 쉽게 흰 목띠 형태의 옷깃(칼라)로 발전시켜 처음으로 고안해낸 것이다. 19세기 후반 이후 발전된 성직칼라를 개신교회 전반에서 착용하여 로마 가톨릭교회 등에서도 널리 퍼지게 되었다. 특히 로마 가톨릭교회는 성직칼라를 전통복장에 착용하기 위하여 복장을 개선해서, 수단 안감과 깃 등에 단추와 고리 등을 추가하였다.
성직칼라 착용 초기에는 무명이나 아마포로 만들었으나 요즘은 개선된 셔츠에 작은 흰색 플라스틱 띠를 부착 가능하게 만들기도 한다.
개신교회에서 18세기에 시작되어, 19세기 중반 영국 내 개신교회인 스코틀랜드 국교회(장로교)에서 형태를 갖춘 셔츠에 착용하는 목 장식 복장이 개신교회뿐만 아니라 천주교회와 정교회에서도 착용하는 전세계 기독교계의 복장으로 발전하였다.

## 의미
성직칼라 복장의 의미가 개신교회의 세운 칼라에 사회적 신분을 상징하는 넥타이와 같은 목장식이 생략된 복식형태에서 유래하여 세상의 명예와 지위를 거부한 성직자의 청빈과 평등의 의미를 지닌 성직자 복장이다. 천주교회에서는 개신교의 이 의미를 수용하고, 기존 성직자 복장을 바탕으로 착용하여서 성직의 구별과 독신 성직 의미를 강조하는 복장이 되었다.

## 교파별 착용
개신교회에서 착용을 시작한 이후 기독교의 각 교파에 널리 퍼졌다. 기독교 영향을 받은 대부분 국가의 교회에서는 성직칼라를 교파와 관련 없이 기독교 성직자들이 착용한다. 특히 서방교회 지역인 서유럽과 북유럽 지역에서는 개신교, 천주교 구분 없이 기독교 모든 종파의 성직자들이 착용한다. 유럽 이외 지역 개신교회 대부분과 천주교회, 정교회에서도 착용한다. 아시아와 북아메리카, 중부아메리카, 남아메리카, 오세아니아, 아프리카 지역의 개신교만이 아니라 기독교계에서 성직자들이 착용한다. 근래에는 서방교회 전통의 개신교와 천주교만이 아니라 동방교회 전통의 정교회들에서도 부분적으로 착용한다. 이 지역 개신교 근본주의 영향을 받은 교단 일부만 착용을 꺼리는 편이다.
국교가 있는 서유럽 국가 중에서 영국의 기독교 교단들 대표가 공식석상에 모일 때, 모두 성직칼라 셔츠를 착용하며, 잉글랜드 국교인 성공회는 자주색, 스코틀랜드 국교인 장로교회는 흰색, 감리교회는 하늘색, 천주교회는 검은색 성직칼라 셔츠를 관례적으로 착용하여 교단 대표를 구분한다. 공식석상에서만 관례적으로 적용될 뿐이며, 행사 성격에 따라 구분하지 않는 경우도 있고, 교회별 활동이나 예배 등 성직자의 평상 활동시에는 셔츠 색상을 구분하지 않는다. 기독교가 왕실 종교나 국교 또는 국가 세금과 연관된 유럽 국가들에서도 성직자들의 일상복과 공식석상 복장에 기존 복장만이 아니라 성직칼라셔츠를 교파 구분없이 착용한다.

### 개신교회
최초로 성직칼라 착용을 시작한 개신교회에서는 성직칼라 셔츠 형태로 성별 구분 없이 성직자들이 착용할 수 있으며, 교단의 특정한 성직 복장 안에 착용하기도 한다. 일부 국가에서는 개신교회와 천주교회의 구분을 위해 옷의 색을 달리하는 경우도 있다. 하지만 대부분의 아시아와 아프리카, 유럽, 미주, 오세아니아의 기독교 지역에서는 구분없이 검정뿐만 아니라 다양한 형태의 셔츠나 복장에 착용한다. 성직칼라를 착용하는 복장은 성직, 즉 목사직을 안수받은 후에 착용하며, 개신교 교단의 직제에 따라 감독과 목사가 다른 색깔의 셔츠에 착용하기도 한다. 대부분의 교단은 성직칼라 착용을 하나, 일부 교단은 신학적 입장에 따라 성직칼라 복장을 착용하지 않기도 한다.

#### 대한민국의 개신교회
대한민국의 경우 신학적으로 개신교 공교회주의(보편교회주의) 영향의 교단들이 주로 착용하며, 개혁주의 영향의 교단들은 비교적 착용이 적은 편이다. '공교회주의' 영향의 교단 중에서 감리교는 공식적으로 착용하며 감독 목사는 자주색의 성직셔츠에 성직칼라를, 목사는 자주색을 제외한 검은색, 청색, 회색, 흰색 등의 성직셔츠에 성직칼라를 착용하여 입는다. 루터교 목사와 성공회 사제는 항시 착용한다. 성결교회에서도 부분적으로 착용하며, 구세군교회는 군복형태의 독자적 복장이 있으므로 착용하지 않는다. '개혁주의' 영향의 교단 중에서 장로교는 기장 교단과 통합 교단의 경우 부분적으로 착용하나 합동 교단을 비롯한 기타 교단의 경우 기피하는 편이고, 침례교에서는 거부하는 입장을 보인다.

### 로마 가톨릭교회
성직칼라는 천주교 성직자들에게 중요한 기본복장이 아니었다. 성직칼라를 수용한 이후에 20세기 중반까지도 중요한 복식도 아니었으며, 수단처럼 의무적 착용도 아니었다. 1960년대 제2차바티칸공의회에서 성직칼라 셔츠를 공식적으로 도입하며 천주교 사제의 기본 복장으로 변화했다.
천주교회에서 성직칼라를 수용했으나 20세기 중반까지도 의무적인 기본 복장이 아니어서 착용여부를 사제 본인이 선택했다. 1940년대까지도 흰색의 성직칼라는 사제의 의무적인 기본 복장이 아니었다. 선택적으로 착용했고, 미사 집전시에 흰색 성직칼라 없이 검은색 수단만을 착용하기도 했다. 현재는 성직자 일상복으로 전통적인 수단과 1960년대에 도입한 셔츠형태의 복장까지 있는 기본 복장이 되었다. 전통복장인 수단에는 19세기 말부터 20세기 초반에 흰색의 성직칼라를 수용하여, 수단 복장에 기능을 추가해서 성직칼라를 부착하여 착용하였다.
현재는 모든 품급의 성직자, 요컨대 주교, 사제, 부제(일반적으로 잠정적 부제가 착용하지만, 이따금 종신부제도 착용함)가 성직칼라를 착용한다. 로마 교구 같은 경우, 종종 사제직에 입후보한 신학교 학생들도 착용하는 것을 허락해 왔다. 그리고 전례를 집전하는 동안에는 대학생과 대학원생 수준의 신학생들도 수단과 함께 성직칼라를 착용하는 것이 허용된다.
천주교 사제는 20세기 초반까지 수염을 길렀으므로 목 장식이 아니라 옆으로 접히는 칼라의 장식을 하곤 했다. 단지 예외적으로 학교와 공직에 근무할 때만 공무원을 상징하는 네모 앞깃 형태의 목 장식을 했다. 20세기가 되면서 면도가 일반화하며 착용하기 시작한 성직칼라 도입 초기에는 성직칼라를 수단과 기존 사제 복식에만 착용하였고, 1965년 제2차 바티칸 공의회 이후부터 수단만이 아니라 셔츠형태에 성직칼라를 붙여 착용하게 되었다.

#### 성직칼라 셔츠 착용 결정과 거부운동
현재의 셔츠형태의 성직칼라는 1965년 이후 제2차 바티칸 공의회에서 기존의 복장에 추가적으로 셔츠 형태인 성직칼라셔츠 착용 결정을 내림에 따라 시행되었다. 이후 셔츠형태 성직칼라 셔츠를 전통 복장인 수단을 대신해 일상복으로 착용하기 시작했다. 이에 천주교 내부에서도 특히 서유럽 지역에서 수단이 아닌 셔츠에 성직칼라를 착용한다는 사실에 셔츠형태의 성직칼라인 개신교회 복장을 따라 한다는 이유로 보수적 입장의 사제들과 주교들이 집단적으로 착용을 거부하고 반대하기도 하였다.

#### 대한민국의 천주교회
대한민국의 경우 성직칼라셔츠는 1960년대 후반부터 일부에서 착용을 시작하여 1970년대에 착용하였다. 수단을 입던 관례에 따라, 성직칼라의 명칭이 사제 복장, 수단에 달린 세운 칼라만을 의미하는 로만칼라와 혼용이 되어서 성직칼라와 로만칼라를 동일한 것으로 여기나, 수단을 착용할 때 바깥 부분인 수단의 솟은 옷깃인 '로만칼라'와 안쪽 부분의 넣어 목에 두르는 흰색 띠를 '성직칼라'로 구분하여 부르고 착용한다. 따라서 겉옷인 수단이 아닌 일상복, 안쪽 속옷인 성직셔츠의 흰색 네모가 보이는 깃의 정확한 명칭도 '성직칼라'이다.

### 동방정교회
동방 정교회에서는 전통적인 성직자 복장이 있으며, 평상복을 따로 입기도 한다. 성직칼라를 서방 교회의 복장으로 인식하여 기피하였지만, 서유럽 지역의 정교회와 영미지역의 일부 정교회 사제들이 근래에 편의성과 복식 개선 등의 이유로 착용하기도 한다. 동유럽 지역 정교회 지역에서는 전통적 복장을 강조하나 역시 편의성과 복장 개선 일환으로 전통 복장 안에 착용하기도 한다.

## 같이 보기
- 깃